# Inconsolable
是新好男孩於2007年的第一首單曲，收錄進專輯《愛無敵》中。2007年8月27日在美國發行后，專輯立刻在各大音樂電台熱播。專輯由作曲家伊曼紐爾·基利亞庫等人作曲，後者曾為凱瑟琳·麥菲寫作。值得一提的是，作曲者潔茜·凱特曾為新好男孩單曲作曲。9月29日，單曲進入了Billboard 百名榜，排名第86。單曲在日本排名第3，在瑞士排名第8。

## 音樂錄影帶
單曲的錄影帶由雷·凱伊導演，在威尼斯沙灘拍攝。與前部錄影帶相同（唯一不同處在於奇雲·理查森退出了組合），這一部既有四人共同的場景，又有單獨的場景。他們的單獨場景分別是：尼克·卡特在沙灘上；布萊恩·利特爾在房子裡；A·J·麥克林在街上，身旁是他的車；豪兒·多羅夫倚在一堵牆上。四人共同出現時，則在沙灘碼頭上。
錄影帶開始，發生了日食，陽光被遮蔽。而在最後時，日食結束，四人抬頭看著太陽，整個城市也恢復了生機。
錄影帶最早在雅虎音樂上播放，於加拿大榜單上排名第4，總榜單第23。在YouTube上，他們視頻的播放次數達到300萬次。

## 曲目

### 德國版曲目
1. ，03:36
2. ，4:06

## 外部連結
- 新好男孩官方網站（页面存档备份，存于）
- Billboard （页面存档备份，存于）